# Керзон, Ричард, 2-й виконт Скарсдейл
 Ричард Натаниэль Керзон, 2-й виконт Скарсдейл (англ. Richard Nathaniel Curzon, 2nd Viscount Scarsdale; 3 июля 1898 — 19 октября 1977) — английский пэр и землевладелец.

## Биография
Родился 3 июля 1898 года. Единственный сын полковника достопочтенного Альфреда Натанаэля Керзона (1860—1920) от брака с Генриеттой Мэри Монтегю (? — 1936). Племянник Джорджа Керзона, 1-го маркиза Керзона из Кедлстона (1859—1925).
Ричард Керзон получил образование в Итонском колледже и Королевском военном колледже в Сандхерсте, был зачислен в Королевский шотландский полк Грей и принимал активное участие в боевых действиях в последние месяцы Первой мировой войны во Франции и Бельгии, а затем после перемирия в ноябре 1918 года в Германии, Египте, Сирии и Палестине. В 1923 году он был назначен почётным атташе британского посольства в Риме.

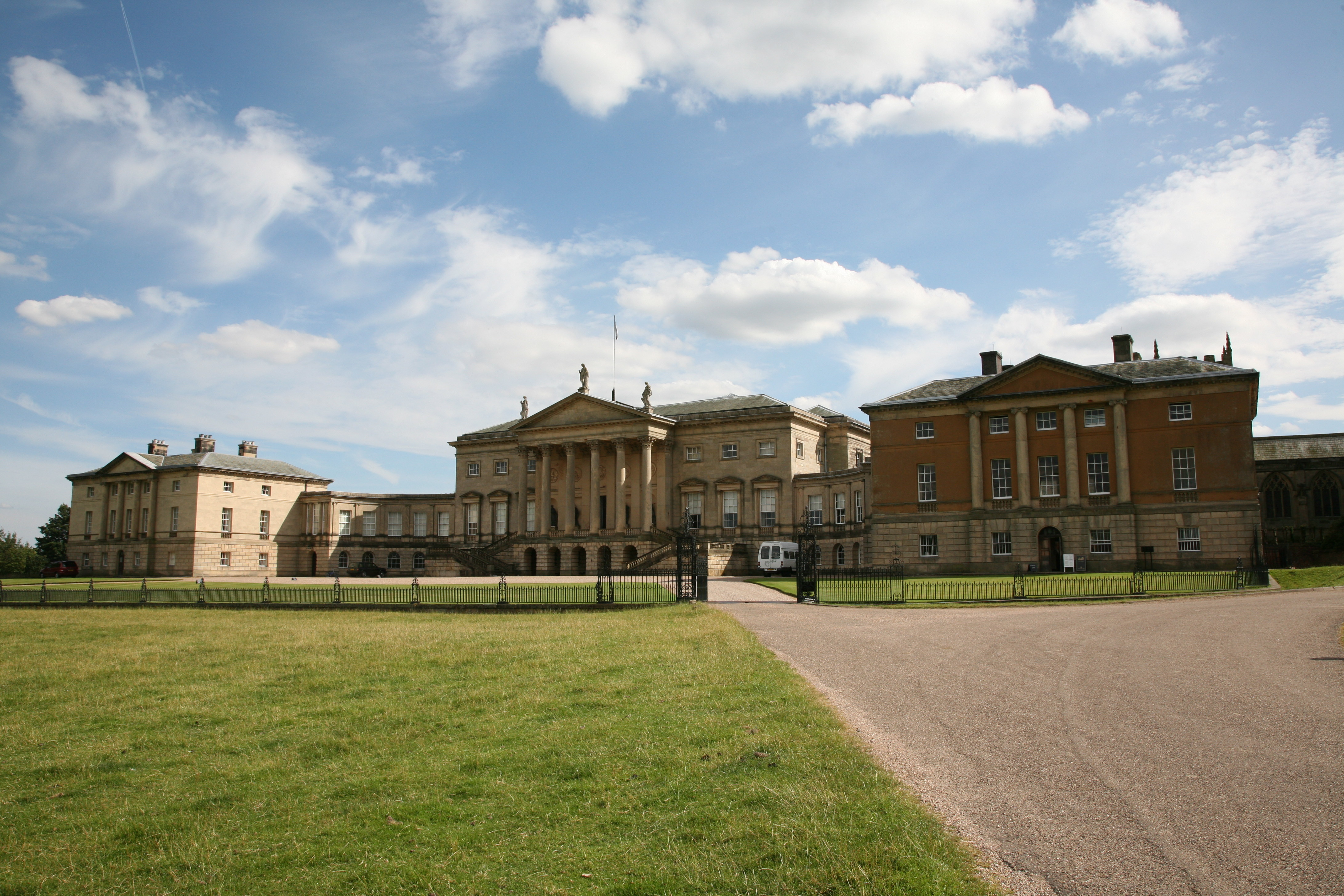
Кедлстон-холл

Брак его дяди произвёл на свет только трёх дочерей, и он овдовёл в 1906 году, оставив отца Керзона в качестве предполагаемого наследника семейных поместий, основанных на Кедлстон-холле в Дербишире, и баронстве Скарсдейл. Его дядя также получил другие пэрства, и в 1911 году был создан титул виконта Скарсдейла. В 1917 году маркиз Керзон, которому к тому времени было уже далеко за пятьдесят, женился во второй раз на Грейс Дагган, богатой молодой вдове, надеясь на сына и наследника, но этого не произошло. Отец Керзона умер в 1920 году, оставив его в качестве предполагаемого наследника, и после смерти маркиза Керзона в 1925 году Ричард Керзон стал главой семьи Керзон. В его наследство вошли Кедлстон-холл, баронетство, созданное для его предка сэра Джона Керзона (1598—1686), и новый титул виконта Скарсдейла.
Виконт Скарсдейл вернулся в армию во время Второй мировой войны, в качестве капитана в Дербиширском йоменском полку, и был награждён Территориальным знаком отличия. Он также был назначен командором Ордена Святого Иоанна.

## Личная жизнь
14 апреля 1923 года Ричард Керзон женился в первый раз на Милдред Карсон Данбар, дочери Уильяма Роланда Данбара. У них было четыре дочери, и они развелись в 1946 году. Его дочери :
- Достопочтенная Энн Милдред Керзон (род. 1923), в 1942 году она вышла замуж за майора Уолтера Джеймса Латимера Уилсона, от брака с которым имела трёх детей.
- Достопочтенная Глория Мэри Керзон (2 апреля 1927 — 21 июля 1979), в 1951 году она вышла замуж за Джона Гарланда Бирмана и родила двух сыновей[1].
- Достопочтенная Джулиана Эвелин Керзон (1928 — 16 июля 2006), она в 1948 году вышла замуж за Джорджа Дерека Стэнли Смита, и у которой было две дочери и сын[5], прежде чем они развелись в 1952 году. В 1953 году она вышла замуж вторым браком за Фредерика Неттлфорда (1953—1956), от брака с которым у неё родилась одна дочь. В 1956 году супруги развелись. В 1958 году она вышла замуж в третий раз за сэра Дадли Герберта Канлиффа-Оуэна, 2-го баронета, от брака с которым у неё была одна дочь. Они развелись в 1962 году. В 1962 году она вышла в четвёртый раз замуж за Джона Робертса, с которым развелась в 1972 году[1][6]. Двое детей от четвёртого брака.
- Достопочтенная Диана Джеральдин Керзон (1934 — 17 ноября 2013)[1].

10 августа 1946 года он женился во второй раз на Оттилии Маргарете Джули Прецлик, дочери Чарльза Прецлика и Оттилии Хенниг, но больше детей у них не было.
Лорд Скарсдейл умер в 1977 году, и ему наследовал его двоюродный брат Фрэнсис Керзон.